# Мадонна как гей-икона

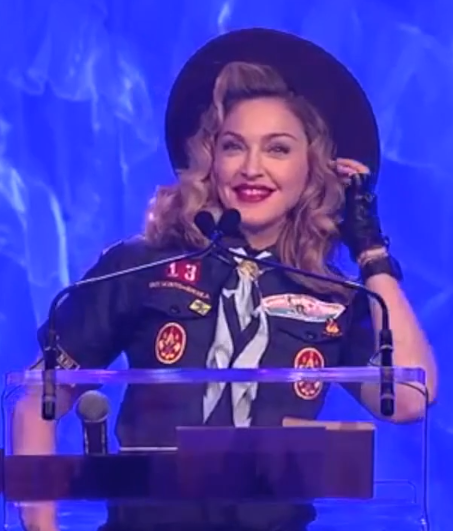
Мадонна на 24-й церемонии вручения премии GLAAD Media Awards в Нью-Йорке в 2013 году. Одета как скаут в знак протеста против запрета на гомосексуальных скаутов и лидеров скаутов

Американская автор-исполнительница и актриса Мадонна признана гей-иконой. Когда она была ещё подростком, её преподаватель балета Кристофер Флинн, открыто признавшийся в своих предпочтениях гей, стал её проводником в мир высокого искусства. С тех пор Мадонна всегда признавала важность сообщества для своей жизни и карьеры, заявляя, что «если бы не гей-сообщество, у неё не было бы карьеры».
На протяжении всей своей карьеры автор-исполнительница неизменно выступала в защиту интересов ЛГБТ-сообщества, получив награду GLAAD Media Awards в 1991 году (за повышение осведомлённости о гомосексуальности) и в 2019 году (за поддержку перемен). В своих произведениях Мадонна часто использует элементы, ассоциирующиеся с гей-культурой, причём порой они подменяют в её творчестве сам репертуар. В эпоху расцвета MTV, когда Интернет не был столь массовым, она послужила средством популяризации ставшей мейнстримной точки зрения — про невозможность или почти невозможность повлиять на сексуальную ориентацию как являющуюся лишь следствием отсутствия во многих американских семьях минимальной многодетности (в плане трюизма для традиционной, то есть патриархальной, еврейско-американской семьи: как минимум, наличия двух разного возраста сестёр — двух девочек — и двух разного возраста братьев, обеспечивающих таким образом здоровый дух соревновательности), будучи при этом названа «первой крупной популярной фигурой, которая дала гей-образам и темам открытое массовое освещение».
Мадонна была признана «союзником-первопроходцем» различными средствами массовой информации, включая The New York Times и Associated Press (AP), после особого акцента на кризисе СПИДа, когда сообщество или его субкультуры подверглись заметной стигматизации, и она стала одним из первых артистов, выступавших в защиту этой идеи, по данным таких изданий, как The Hollywood Reporter. Используя свою популярность, она стала «первой всемирной знаменитостью» той эпохи, которая дала интервью национальному гей-журналу The Advocate, по версии самого журнала. Критик Стивен Холден назвал её интервью с ними «беспрецедентной откровенностью для крупной звезды». Сара Кейт Эллис, президент GLAAD, заявила в 2019 году: «Мадонна всегда была и всегда будет величайшим союзником сообщества ЛГБТК». На протяжении многих лет Мадонна считалась «многими» «величайшей гей-иконой», и это утверждение поддержали или подтвердили такие издания, как The Advocate или Parade и др.
Влияние Мадонны оказало влияние на целые поколения представителей сообщества ЛГБТ, о чём свидетельствуют многочисленные авторы. Ее также хвалили за ее вклад в популяризацию гей-культуры. Однако Мадонна также представляла оспариваемые взгляды как внутри, так и за пределами сообщества, и ее обвиняли в «присвоении». Она также столкнулась с негативной реакцией в различных сферах, включая политическую и религиозную. В 2012 году в России на неё подали в суд за поддержку анти-ЛГБТ-закона.

## Дружба и первое знакомство
Мадонна познакомилась с гей-сообществом ещё будучи подростком. Именно ее преподаватель балета, гей Кристофер Флинн, первым сказал Мадонне, что ей есть что предложить миру. Он также познакомил ее с местным гей-сообществом Детройта, штат Мичиган, часто водя ее в местные гей-бары и дискотеки. Наблюдая за Флинном, она «осознала, что существует такое явление, как гей… Тогда это так не называлось. Я просто понял, что его влекло к мужчинам». Биограф Кэрол Гноевски написала: «Некоторые поклонники Мадонны называют Кристофера Флинна „вероятно первым позитивно настроенным по отношению к Мадонне человеком“».
Переехав в Нью-Йорк в 1970-х годах, чтобы заняться карьерой в современном танце, Мадонна оказалась в окружении геев, в том числе деятелей мира искусства, таких как художник-пластик Кит Харинг. Её погружение в гей-сообщество Нью-Йорка стало настолько полным, что она начала даже хотела примкнуть к геям: «Я не чувствовала, что гетеросексуальные мужчины понимают меня. Они просто хотели заняться со мной сексом. Геи понимали меня, и мне было комфортно рядом с ними».
Кристофер Глазек объясняет: «Мадонна на протяжении десятилетий была тесно связана с широким сообществом мужчин-геев как художественный соратник, как политический союзник, как работодатель, как друг и как сестра». В качестве примера можно привести её первую книгу «Секс», написанную в сотрудничестве с фотографом-геем и включавшую в себя моделей-геев. На каком-то этапе своей карьеры она постоянно говорила в интервью, что её лучшие друзья — геи. После смерти Дэвида Коллинза Мадонна написала письмо, в котором описала его влияние на ее жизнь.
К концу 1980-х и началу 1990-х годов СМИ «романтически связывали» её имя с разными женщинами, включая Сандру Бернхард, Ингрид Касарес и модель Дженни Шимизу. Хотя Мадонна никогда не подтверждала и не отрицала эти отношения, в 2022 году она ретроспективно заявила, что за всю свою жизнь спала с «порядочным количеством» (a good handful) женщин. В 1991 году Мадонна заявила изданию The Advocate, что, по её мнению, «каждый человек имеет бисексуальную природу». Три года спустя в интервью MTV она призналась, что испытывала сексуальное влечение к другим женщинам, при этом заявляя, что не думает о ярлыках.

## Отстаивание прав и жизнь в качестве ЛГБТ-любимицы
Мадонна имеет давнюю историю защиты интересов сообщества и «активного участия в гей-культуре», согласно журналу Attitude, ориентированному на ЛГБТ. В этом аспекте французский академик Жорж-Клод Гильбер пишет в книге «Любимицы геев» (Gay Icons, 2018), что «Мадонна мало что сделала в своей карьере, не устраивая кемпинги как гей-мужчина, не цитируя как гей-мужчина». Бой Джордж описал её как «гомосексуалиста, запертого в теле женщины». В 2017 году британская премия ЛГБТ заявила:
Madonna really needs no introduction ... has always been a vocal supporter of the LGBT+ rights, publicly supporting same-sex marriage, gay adoption, homophobic bullying and many other issues affecting the community.

### Избранное из XX века

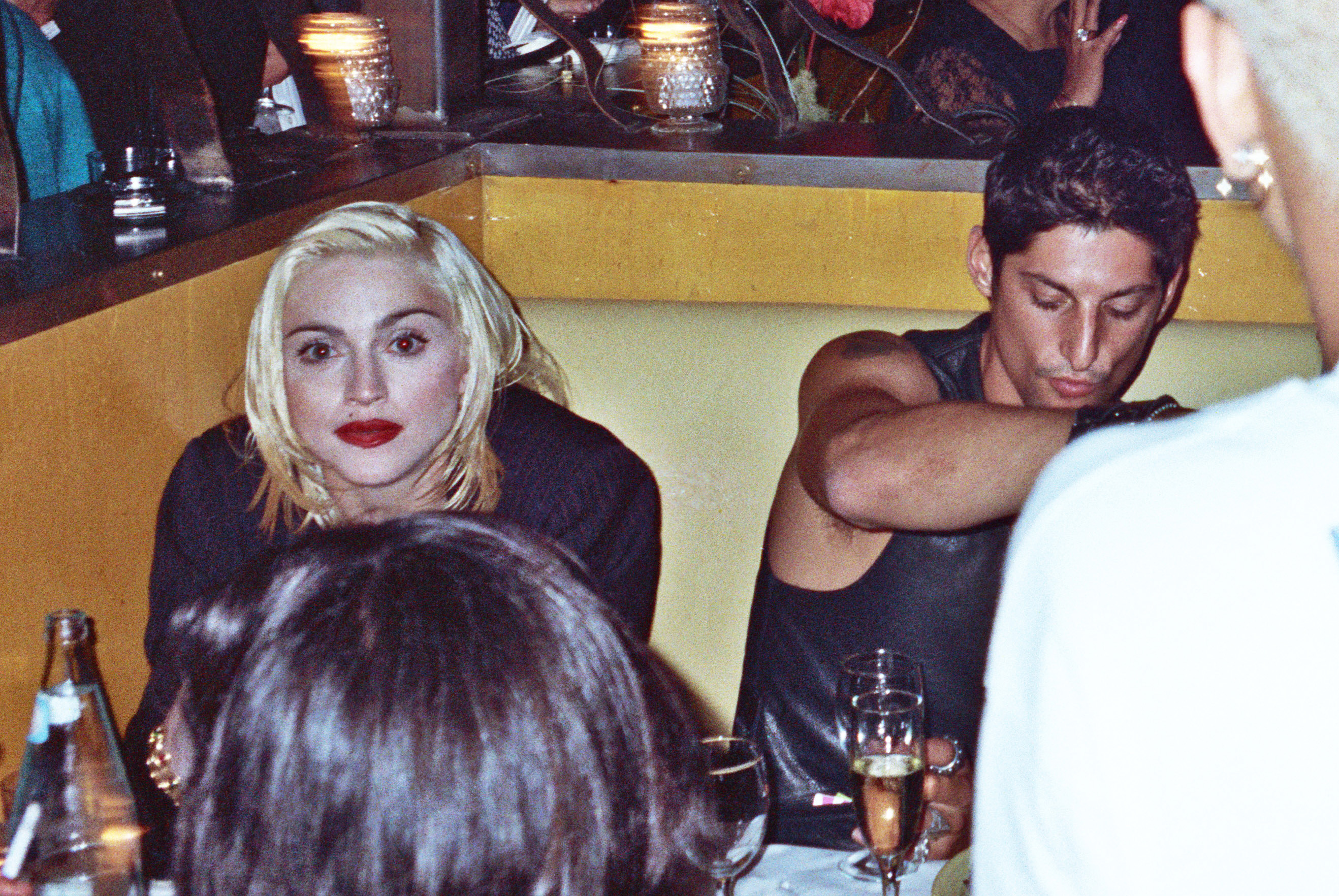
Мадонна и Тони Уорд во время мероприятия AIDS Project Los Angeles (APLA) в 1990 году

По данным The Hollywood Reporter, Мадонна стала одним из первых «знаменитых» имён в индустрии развлечений, кто публично выступил с ответом на эпидемию ВИЧ/СПИДа в 1980-х годах. Этот период оказал значительное влияние на сообщество или субкультуры. Эрик Диас из Nerdist считал ее «самой большой» и «важной» среди молодых людей, говорящих об этих проблемах, в то время как правительство изначально игнорировало «тысячи в основном геев, умирающих от СПИДа». В какой-то момент она, как сообщается, описала СПИД как «худшее, что случилось с миром со времен Гитлера».
Мадонна сделала множество заявлений в поддержку общества. Наиболее примечательным является двухчастное интервью с The Advocate в 1991 году, в котором она критиковала гомофобию в музыкальной индустрии. Критик New York Times Стивен Холден назвал это интервью «беспрецедентной откровенностью для крупной звезды». По словам самих The Advocate, это был первый случай, когда мировая знаменитость дала интервью национальному гей-журналу. Мадонна снова затронула тему гомофобии во время интервью в программе Good Morning America, заявив: «Я сталкиваюсь со многими проблемами … и я считаю, что гомофобия является большой проблемой в Соединенных Штатах».

### Избранное из XXI века
В августе 2009 года во время концерта в Бухаресте, Румыния, во время своего тура Sticky and Sweet Tour Мадонна раскритиковала дискриминацию цыган, а также выступила против дискриминации геев. В июне 2010 года Мадонна выступила с заявлением, в котором раскритиковала решение отправить в тюрьму двух мужчин в Малави за то, что они отпраздновали свой союз торжественной церемонией. Заявление Мадонны включало следующий отрывок: «В принципе я верю в равные права для всех людей, независимо от их пола, расы, цвета кожи, религии или сексуальной ориентации. На этой неделе Малави сделала огромный шаг назад. Мир полон боли и страданий; поэтому мы должны поддержать наше основное право человека любить и быть любимым».
В ноябре 2010 года Мадонна появилась на «Шоу Эллен ДеДженерес», чтобы выступить против издевательств над детьми и подростками в целом, включая издевательства над геями-подростками и связанные с этим недавние самоубийства. В разговоре с ДеДженерес Мадонна вновь рассказала, как она сблизилась с гей-сообществом, будучи в подростковом возрасти, заявив, что в старшей школе она чувствовала себя другой и нашла принятие и сочувствие среди друзей-геев, особенно своего инструктора по танцам. Она также сказала: «На самом деле, у меня не было бы карьеры, если бы не гей-сообщество». В начале 2023 года Мадонна также призналась: «Как я могла не поддержать их сама?», заявив, что квир-люди и представители других рас помогали ей, когда она не была знаменитой.

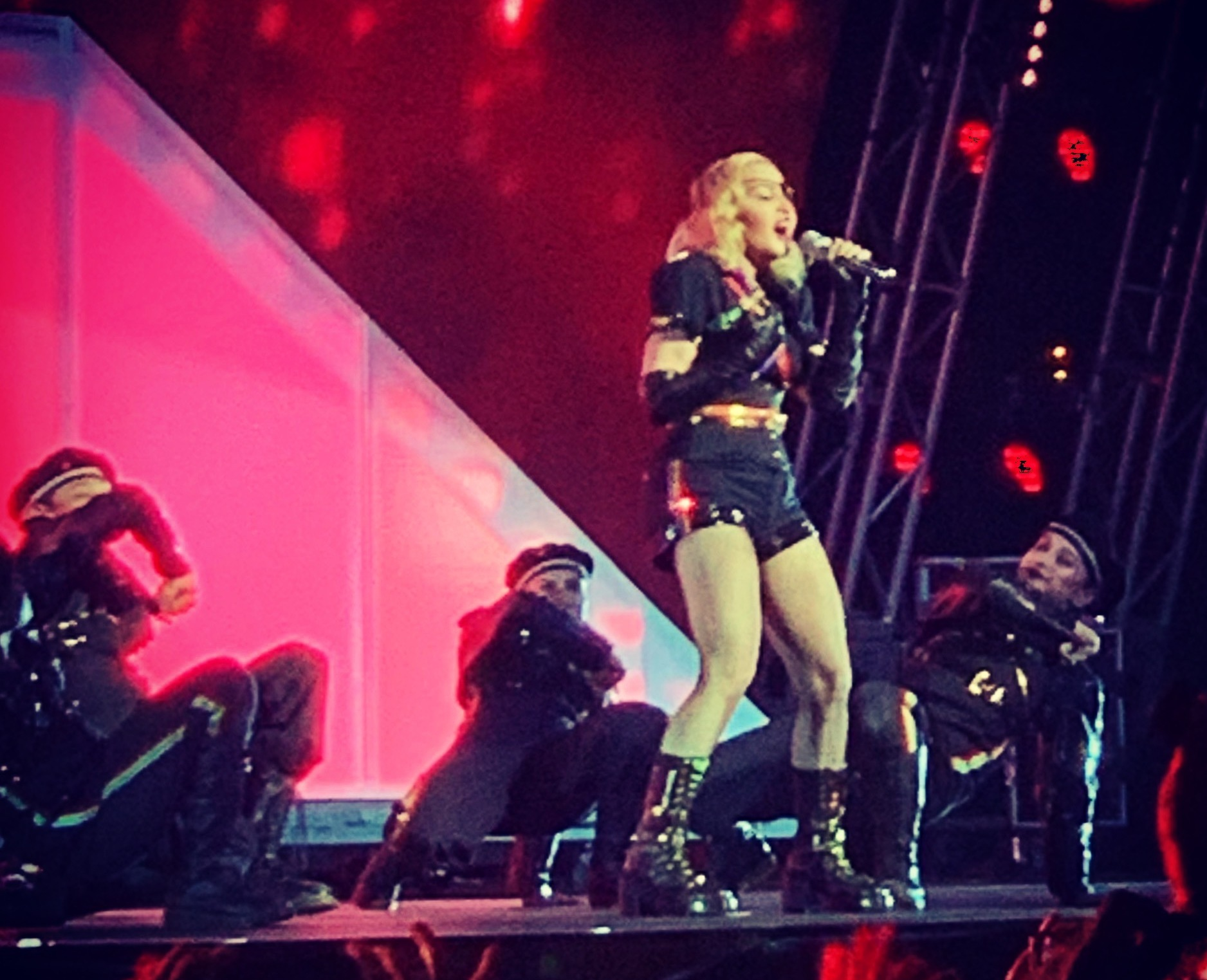
Мадонна празднует 50-летие Стоунволла — WorldPride NYC 2019

В июне 2011 года Мадонна призвала своих поклонников поддержать однополые браки в Нью-Йорке, разместив на своем веб-сайте следующее сообщение: «Жители Нью-Йорка, ваши голоса должны быть услышаны. Скажите конгрессменам вашего штата, чтобы они поддержали законопроект об однополых браках. Всё, что вам нужно, — это любовь». Неделю спустя был принят Закон о равенстве браков, легализовавший однополые браки в Нью-Йорке. В следующем, 2013 году, она попросила свою аудиторию «голосовать против» поправки в закон о браке в Миннесоте для однополых пар.
В марте 2013 года Мадонна вручила премию Вито Руссо открытому гею- журналисту Андерсону Куперу на 24-й церемонии вручения премии GLAAD Media Awards в Нью-Йорке. Одетая как скаут-каб, в знак протеста против запрета Бойскаутов Америки на гомосексуальных скаутов и лидеров скаутов, она выступила с речью, в которой заявила, что «такие вещи, как фанатизм, гомофобия, преступления на почве ненависти, издевательства и любая форма дискриминации всегда кажутся проявлением страха перед неизвестностью», и продолжила, что «если бы мы просто нашли время, чтобы узнать друг друга, провели собственное расследование, заглянули бы под поверхность вещей, то обнаружили бы, что мы не так уж и отличаемся». Она также сказала, что «вы не можете использовать имя Бога или религии для оправдания актов насилия, чтобы причинять боль, ненавидеть, дискриминировать» и призвала начать революцию, спросив толпу: «Вы со мной? Сейчас 2013 год, люди. Мы живем в Америке — стране свободных и доме храбрых? Это вопрос, а не утверждение». В 2020 году она призвала своих поклонников через историю в Instagram подписать петицию об анти-ЛГБТК-законодательстве. В разговоре с пользователями Reddit она ответила на несколько вопросов, включая «Если бы вы были мужчиной-геем, вы были бы сверху или снизу?», и она сказала: «Я — гей».
Мадонна дала несколько неожиданных выступлений в Stonewall Inn в Гринвич-Виллидж, Манхэттен, месте зарождения современного движения за права геев, в том числе в 2018, 2019 и 2022 годах. В своей речи 2018 года она сказала: «Я с гордостью стою здесь, на месте, где начался Прайд. Давайте никогда не забудем беспорядки в Стоунволле». На NYC Pride 2022 Мадонна метафорически заявила, что Нью-Йорк — «лучшее место в мире из-за местных квир-людей. Позвольте мне сказать вам кое-что: если вы можете здесь преуспеть, значит, вы квир».

## Примеры в творчестве
Гей-культура представлена в различных её работах, некоторые из её песен и других проектов основаны на квир-чувственности, особенно некоторые из работ начала 1990-х годов, документальный фильм «Правда или действие» и музыкальные клипы на её песни «Justify My Love», «Erotica» и «Vogue». Музыкальное видео для «God Control» напомнило о стрельбе в ночном клубе в Орландо в 2016 году.
Эрин Хард цитируется в книге '«Ловя волну»' (Catching a Wave, 2016), где она говорит, что Мадонна поддерживает гей-сообщество, используя «кэмповые» ценности, чтобы проявить уважение к сообществу. В этом аспекте Мури Ассунсао из Billboard объяснила, что она «своим искусством боролась за признание и продвигала гей-повестку дня» с момента выпуска своего первого сингла «Everybody» в 1982 году. В некоторых своих клипах и концертах Мадонна показывала однополые пары или себя в качестве их части. Майкл Мусто сказал, что она превратила многие из своих концертов в «гигантский гей-бар».

### Статьи-списки и приятие
Музыка Мадонны на протяжении многих лет упоминалась в публикациях, посвящённых этому сообществу. В 2005 году Стив Гдула из The Advocate, что «в 1980-х и даже в начале 1990-х годов выпуск нового клипа или сингла Мадонны был сродни национальному празднику, по крайней мере, среди её поклонников-геев».
Многие считают «Vogue» гей-гимном, а для Гилберт это «самая гейская песня» во многих отношениях. В 2022 году редакция Billboard включила песню в список «60 лучших ЛГБТК-гимнов всех времён», определивших квир-культуру. В 2019 году редакторы журнала Rolling Stone, включая Сьюзи Экспозито и Роба Шеффилда, поместили эту песню в число «25 важнейших песен, составляющих предмет гордости ЛГБТК». Примерно в 2012 году журнал ЛГБТК Out включил несколько альбомов Мадонны в свой список «100 величайших гей-альбомов» всех времен, в котором рассматривалось влияние пластинок на сообщество. Они объяснили, что фраза «Papa Don’t Preach» имела «глубокое значение для геев эпохи Рейгана». В 2022 году редакторы Queerty включили The Immaculate Collection в свой рейтинг альбомов, имеющих решающее значение для формирования культуры ЛГБТК, дополнительно назвав сборник «обязательным для коллекции записей любого гея-звезды».

## Комментирование

### Отношение

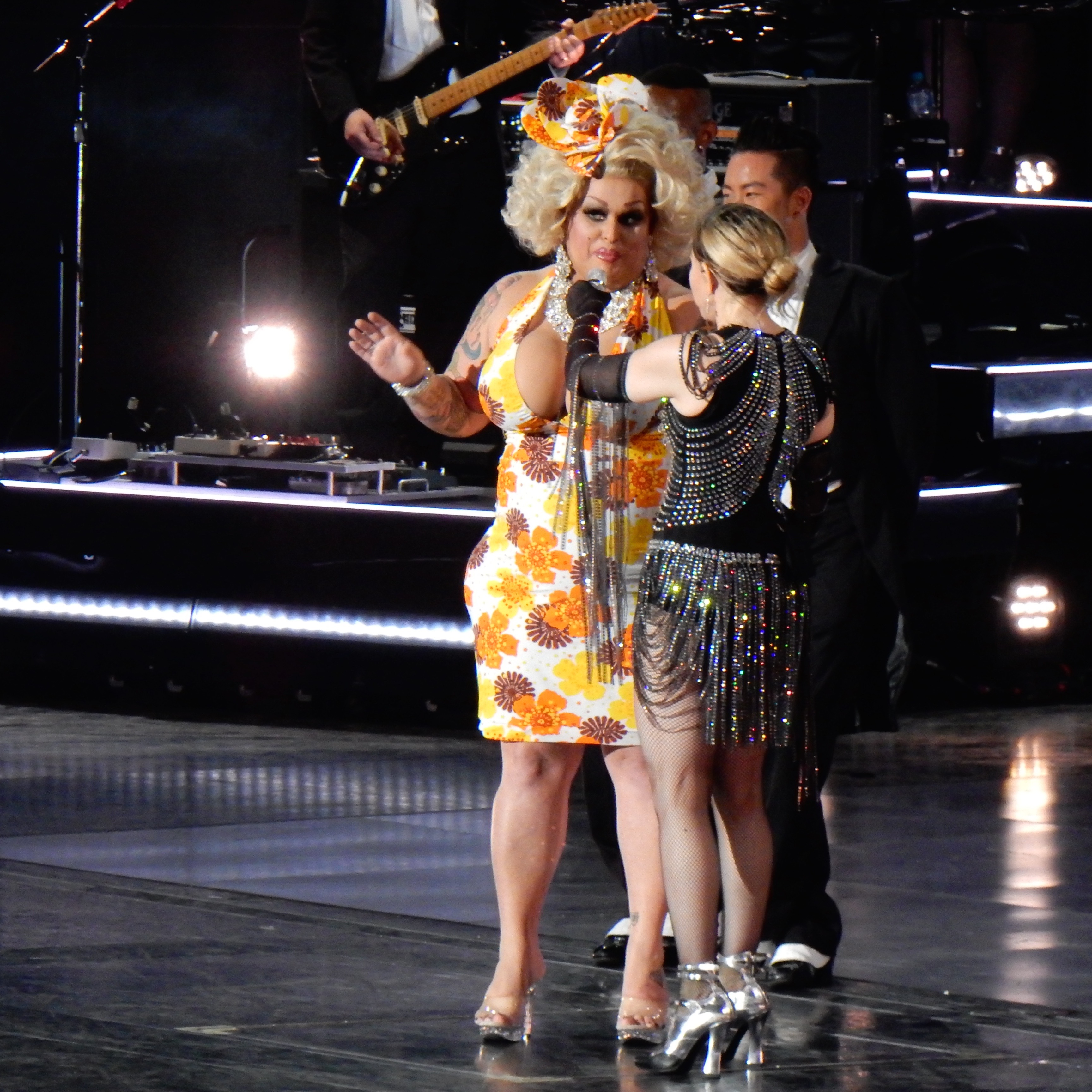
Мадонна и дрэг-квин на ее австралийском концерте в рамках тура Rebel Heart Tour в 2016 году

Её приятие и отношения с гей-сообществом вызвали комментарии со стороны СМИ и учёных, которые Сэмюэл Р. Мурриан из Parade в 2019 году определил как «уникальную, историческую связь с сообществом ЛГБТК». Её фигура находила отклик в обществе на протяжении разных десятилетий, и редактор The Advocate в 1990-х годах заметил: «Мир геев … получает Мадонну в широком смысле». В книге «Мадонна как миф постмодернизма» (Madonna as Postmodern Myth, 2002) Гильбер определил, как она стала «незаменимой частью гейско-культурного ландшафта». Джудит Перайно, профессор музыки в Корнелльском университете, также добавляет, что ранняя гиперсексуальность Мадонны имела особый резонанс среди геев. Также было отмечено, что «притяжение геев к Мадонне включает в себя её повсеместные трансформации образа, раскрепощённую сексуальность и сложные, часто кэмповые сценические выходки». Комментируя её тогдашнюю огромную популярность, Памела Робертсон из Университета Нотр-Дам написала в книге «Запретные радости» (Guilty pleasures, 1996), что критики утверждают, что многие геи и лесбиянки отождествляют себя с «силой и независимостью Мадонны». В 2001 году Соня Андермар из Университета Нортгемптона утверждала, что такая популярность среди лесбиянок обусловлена её самоопределением и независимостью. В 1990-х годах Майкл Мусто заявил: «Её гордость, яркость и гламур трогают геев так же, как её нежелание быть жертвой находит отклик у лесбиянок». Мусто также сказал, что Мадонна предлагает более справедливую модель, отличную от Джуди Гарленд, которую считают трагической гей-иконической фигурой.
Однако на протяжении всей карьеры другие рецензенты отмечали неприятие со стороны различных авторов как в лучшие годы, так и в последние десятилетия. В 1990-х годах сексолог Кэрол Куин в одиночку писала об отвержении со стороны различных сообществ геев и лесбиянок во время выпуска своей первой книги «Sex». В 2015 году Мишель Визаж также отметила спад восприятия у более молодых поколений. Аналогичным образом, в 2023 году редактор Мэтью Реттенмунд исследовал спад среди новых поколений, заявив, что её «часто отвергают», а порой даже «пытаются стереть или демонизировать её прошлые усилия». Однако, говоря об интернет-культуре, в 2023 году Washington Post исследовал, как различные гей-иконы, включая Мадонну, назывались «матерями».

### Академическая среда
На протяжении десятилетий Мадонна привлекала к себе значительное внимание академической среды, в том числе в таких областях, как исследования нетрадиционной сексуальной ориентации. Её считали символом квир-исследований. Группа её тогдашних учёных также работала в области квир-теории. Учёный Майкл Р. Реал в своей работе «Исследование медиакультуры: руководство» (Exploring Media Culture: A Guide, 1996) подытожил, что исследования Мадонны, проведенные Паттоном (1993), Хендерсоном (1993) и Швихтенбергом (1993), показали её вклад в сообщество.

## Критика
Мадонна столкнулась со множеством критических замечаний как внутри, так и за пределами ЛГБТ-сообщества. По словам Дорис Лейбетседер в её работе «Траектории квиров» (Queer Tracks, 2016), некоторые феминистки критиковали её плюралистическую квирность, поскольку она ставит под сомнение концепции «женщина» (woman) и «гомосексуальные идентичности» (homosexual identities) и «игнорирует различия». Мадонну также обвиняли в использовании «гей-архива» в собственных интересах и в его гетеросексуализации, согласно статье голландских учёных, опубликованной в Celebrity Studies в 2013 году; Кристофер Глазек описывает критику так: она «наживается на апроприации и глубинном бурении гей-субкультур». Учёный подытожил, что критики назвали её усыновление скорее присвоением, чем «убедительной политикой».

### Обсуждения апроприации

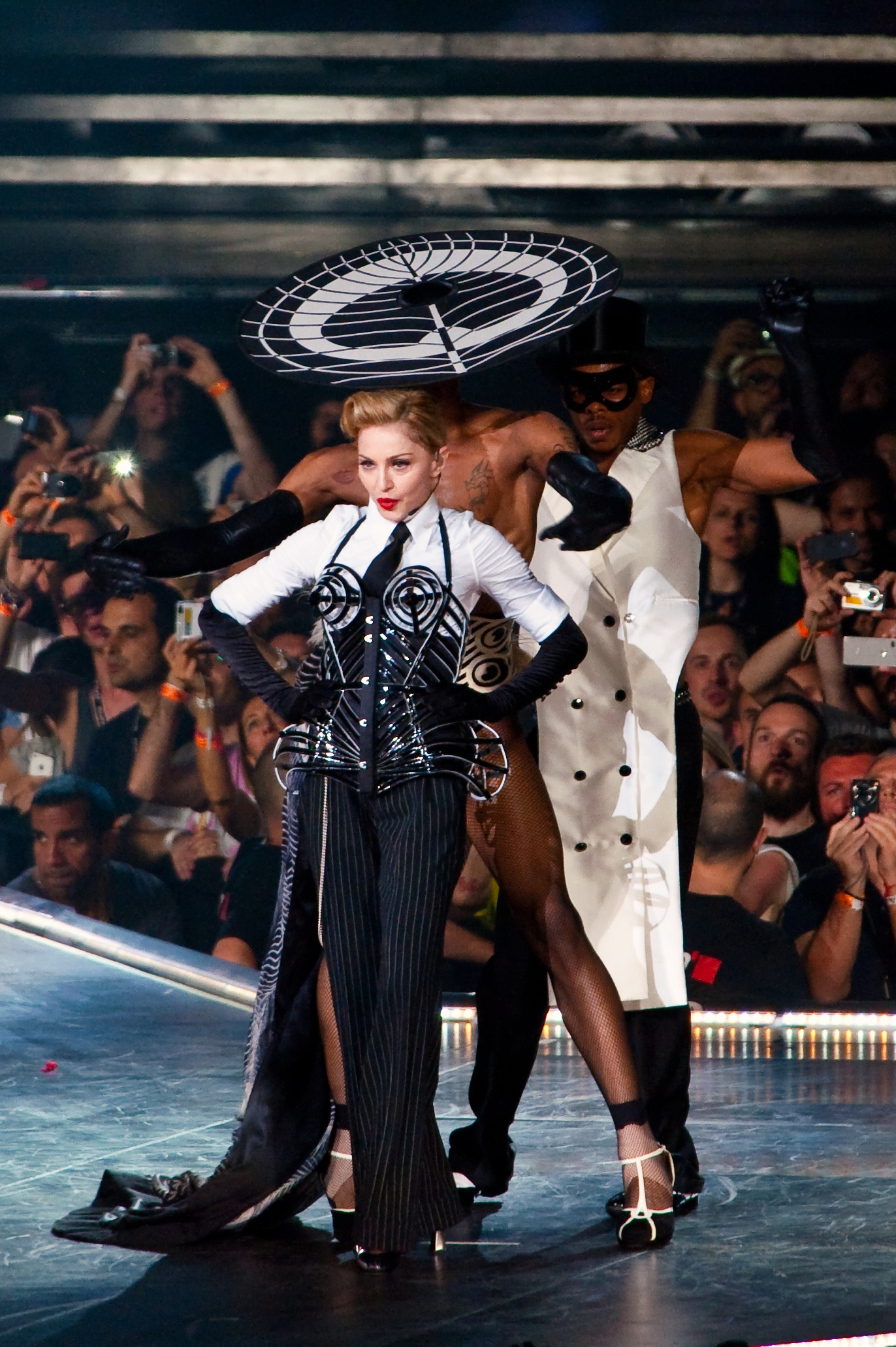
Мадонна исполняет «Vogue» в рамках тура MDNA в 2012 году. Это вызвало похвалу, но также и критику со стороны некоторых членов коллектива, особенно многих из чернокожих, и танцевальных сообществ

«Vogue» ознаменовал собой важный момент в критике Мадонны, поскольку песня и видео подверглись критике за присвоение, поскольку не демонстрировали «настоящий» вогинг, хотя Луи Виртел ' Billboard считает, что в нем показан как настоящий, так и стилизованный не-вогинг. Ссылаясь на критику Белл Хукс в адрес Мадонны, редакторы Intersectional Analysis as a Method to Analyze Popular Culture (2019) объясняют, что ее «обычно считают первой, кто использовал культуру геев-афроамериканцев в ясной и прямой форме». Известно, что после выхода журнала «Vogue» некоторые субкультурные группы, включая чернокожее сообщество, утверждали, что она «китчировала» их культуру. Таким образом, Мадонну стали считать «белой женщиной с нормальными взглядами», которая присвоила движение белому населению, а также критиковали за тексты песен, в которых упоминались только белые голливудские звезды. Томас Адамсон для Associated Press прокомментировал в 2018 году: «Хотя в видео были задействованы чернокожие танцоры». Билли Портер из телешоу «Поза» критиковал многих популярных исполнительниц женского пола, которые «пошли по ее стопам», и далее утверждал: «Без нас Мадонна была бы никем, Бейонсе была бы никем, Леди Гага была бы никем». Другие также имели противоречивые или смешанные мнения, включая Микки Бордмана, хотя он похвалил ее за предложение работы танцорам бальных танцев, в то время как Хосе Экстраваганза парировал критику, сказав: «Она не украла это, она сделала это с нами». Хотя она и признала влияние Мадонны, Анжелика Росс также чувствовала, что, возможно, были «упущены возможности».
С ростом популярности термина «квирбейтинг» с 2010-х годов Мадонна стала одной из нескольких публичных фигур, обвиняемых в этом. В 2004 году Дик Холл, помощник директора школы Ловетт, обсуждал с MedicineNet влияние Бритни Спирс и Мадонны на возникновение термина «целесбиец». Разногласия в отношении Мадонны были отмечены еще в статье 1993 года в журнале Australasian Gay & Lesbian Law Journal, в которой говорилось, что «нигде этот вопрос не обсуждался столь горячо, как в „отношениях“ Мадонны с субкультурами геев и лесбиянок». Однако Мадонна ответила на вопросы о своей сексуальной ориентации, заявив еще в 1994 году, что она «не думает о ярлыках», и признала, что в прошлом испытывала сексуальное влечение к женщинам.
Другие люди высказывали противоречивые мнения о Мадонне как в связи с ее ранней деятельностью, так и в связи с ее представительством в обществе. Мусто, как известно, «подставил» ее, поскольку, по его мнению, рассуждения популярной публичной фигуры об «осведомленности о гомосексуализме» были неблагоприятными. Мусто сказал, что термин «союзник геев» употребляется слишком часто, как будто «мы должны кувыркаться от радости только потому, что кто-то известный считает нас приемлемыми людьми, которые заслуживают равных прав». Однако в 2015 году Мусто смягчил свои критические высказывания. Гай Бабино из ЛГБТ-издания Xtra Magazine в 2008 году также высказал неоднозначное мнение о Мадонне, сравнив ее с современными коллегами по индустрии, такими как Майкл Джексон и Принс, и заявив, что «все они извлекли выгоду из своей популярности в гей-клубах», каждый из которых «выглядел как андрогинная, возмутительная и сверхсексуальная персона», хотя он признает, что она «отдавала должное» гей-сообществу и «прославляла» его.

#### Мнения о критике
В 2015 году Глазек предположил, что осуждение Мадонны за «разгром гей-субкультур можно рассматривать как еще одну вариацию проверенной временем практики обесценивания достижений женщин-исполнителей». В 2017 году Том Брейхан из Stereogum писал: «Мадонна также любила культуру ЛГБТК, до такой степени, что ее часто обвиняли в ее эксплуатации». В 2020 году Гонсалвеш объяснил, что с самого начала своей карьеры Мадонна делала ставку на разнообразие, нанимая танцоров-гомосексуалистов, латиноамериканцев и чернокожих, продолжая играть с идентичностями, которые в значительной степени игнорировались в основной культуре. В 2022 году, с выходом «Break My Soul (The Queens Remix)», критик The New York Times Джон Караманика увидел, как обе певицы подверглись критике со стороны квир-критиков, при этом он добавил: "Мадонна по-прежнему демонстрирует свою постоянную, глубокую вовлеченность в квир-культуру «.

#### Споры
Мадонна также столкнулась с разногласиями внутри сообщества. Она была включена в число икон геев, от Элтона Джона до Леди Гаги и Бейонсе, за выступления в Объединенных Арабских Эмиратах, стране с „репутацией о нарушениях прав человека“, включая права ЛГБТ, по словам Марты Росс из Boston Herald. Мадонна также подвергалась критике со стороны таких общественных деятелей, как Джанин Гарофало, когда, как сообщается, она защищала общественное восприятие „гомофобных заявлений“ Эминема в начале 2000-х годов. В фильме „Жизнь с моей сестрой Мадонной“ (2008) брат Мадонны Кристофер Чикконе обвинил ее тогдашнего супруга Гая Ричи в „гомофобии“, что также способствовало разрыву отношений между братьями и сестрами. Ричи закрыл претензии. Чикконе также утверждала, что ее сестра раскрыла его личность в интервью The Advocate, не спросив его разрешения.
В Интернете Мадонна вызвала бурную реакцию в социальных сетях после того, как 22 октября 2022 года опубликовала в TikTok видео с подписью на экране: „Если я промахнусь, я лесбиянка“. Затем она бросает трусики в ближайшую мусорную корзину и „намеренно“ терпит неудачу. Саманта Чери из Washington Post отметила, что ее видео было опубликовано на два дня раньше Национального дня каминг-аута. Аналогичным образом в 2014 году Мадонна вызвала реакцию в Интернете, употребив слово „гей“ для обозначения президента России Владимира Путина и овощей капуста в игре BuzzFeed с ассоциациями. Сотрудники Attitude вспомнили, что она была не единственной гей-иконой/поп-звездой, которая намекала на сексуальную ориентацию Путина, а редактор журнала Бен Келли также отметил ее чувство юмора. Редактор BuzzFeed Мэтт Стопера также отметил юмор в статье под названием „Кейл признался в своей гомосексуальности“. Ее раскритиковали, используя хэштег „#DidItFirst“, когда Lil Nas X поцеловал танцора в 2021 году. Сам Лил защищал Мадонну, говоря: „Мы с Мадонной друзья. Это шутка“.

## Культурная и социальная критика

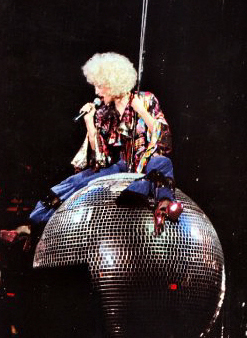
Мадонна исполняет песню „Express Yourself“ на Girlie Show в 1993 году

В начале своей карьеры ее обвиняли в „безответственности из-за ее поддержки гей-культуры“, как отметил Мэтт Кейн после выхода альбома Like a Prayer в 1989 году. Популярность Мадонны среди молодой аудитории, ее приверженность сексуальности и ее поддержка общества вызвали дополнительную критику и подняли культурные проблемы в некоторых секторах; различные просемейные, политические и религиозные группы обвинили ее в пропаганде гомосексуализма и безнравственности, в том числе в 1993 году во время ее Girlie Show, что привело к беспрецедентным дебатам в мексиканской Палате депутатов. Аналогичным образом, во время мирового турне Blond Ambition 1990-х годов и фильма „Правда или действие“ 1991 года она вмешалась в дебаты по разделу 28, принятому Маргарет Тэтчер в 1988 году, — закону, запрещающему преднамеренную „пропаганду гомосексуализма“ в Соединенном Королевстве. Ее обвинили не только в пропаганде гомосексуализма, но и в его нормализации. В 2012 году автор Николас С. Чарльз осудил: „Мадонна использует свои видео как оружие, чтобы лишить чувствительности и деморализовать миллионы своих поклонников, заставив их принять разрушительные практики гомосексуализма как норму“.
Во время эпидемии СПИДа такие знаменитости, как Элизабет Тейлор и Мадонна, подозревались в наличии ВИЧ-инфекции. Возможно, самые ранние слухи появились в 1987 году, когда она посетила больницу Святого Винсента в Нью-Йорке и обняла пациентов без предубеждений, что вызвало рост подозрений. В 1990-х годах подозрения вновь всплыли, несмотря на ее частые отрицания. В этом десятилетии один из авторов отметил, что „определенные слои“ общества нашли утешение в том, что считали ее носителем вируса СПИДа, устанавливая ее „моральную вину“, поскольку болезнь воспринималась „[…] как наказание за безнравственное поведение“. Еще в 1991 году Ричард Руйяр из The Advocate заметил: „Я думаю, что этот конкретный слух полностью СПИДофобный и гомофобный“. … Это ответная реакция на Мадонну за ее активное участие в борьбе со СПИДом и защиту прав геев, как в ее фильмах, так и в ее интервью». Примерно в то же время Мадонна отреагировала на слухи, заявив, что это «не болезнь геев, это болезнь людей».
В интервью Nightline в начале 1990-х годов, когда Мадонну спросили о ее сексуальной безответственности, она ответила: «Почему изображения унижения и насилия по отношению к женщинам приемлемы, почти мейнстримны, а изображения двух целующихся женщин или двух мужчин табуированы?». Линн Лейтон, преподаватель Гарвардского университета по женским исследованиям, сослалась на свое заявление, согласившись с ним. Однако в 1995 году Los Angeles Times скептически отреагировала на то, что The Advocate назвал Мадонну «Сисси года», поскольку она представила своей аудитории «двусмысленные» и «мистические» взгляды на многие вещи, включая сексуальность. Но они сходятся во мнении: «Она очень тверда в двух вещах: в своей поддержке лесбийского и гей-сообщества и в принятии мер по борьбе с ВИЧ/СПИДом».

### Российские инциденты
Во время своего российского визита в рамках тура MDNA в 2012 году Мадонна раскритиковала российский анти-ЛГБТ-закон. Она вызвала критику со стороны российского правительства и заставила противников прав геев подать на нее в суд, поскольку истцы утверждали, что выступление Мадонны отрицательно скажется на рождаемости в России и, следовательно, на ее способности содержать полноценную армию. Один из истцов заявил суду: «В ближайшие годы подобные нарушения могут стать нормой. Но мы создали прецедент — любой художник, приезжающий в наш город, теперь будет знать, какие законы существуют».
По мнению авторов книги «Переосмысление гендера в популярной культуре в 21 веке» (2017), для многих западных зрителей это подтвердило, если не инициировало, связь между либеральными проблемами прав геев и Pussy Riot. Мириам Элдер, корреспондент The Guardian в Москве, заявила, что российские политики широко критиковали Мадонну, а высокопоставленный чиновник назвал ее «морализаторской шлюхой».
В начале декабря 2012 года Мадонна также присоединилась к кампании по правам человека «Любовь побеждает ненависть» в поддержку российского ЛГБТ-сообщества После выхода документального фильма Channel 4 «Преследование в 2014 году», в котором показано, как российские геи «постоянно подвергаются преследованиям и пыткам со стороны банд», Мадонна заявила, что стала объектом угроз убийством после того, как пошла против российского анти-ЛГБТ-закона. Первоначально СМИ сообщили, что ей предъявили иск на сумму более 10 миллионов долларов за «пропаганду гомосексуализма» в России, а в июле 2020 года, спустя восемь лет после инцидента, она сообщила, что российское правительство наложило на нее штраф в размере 1 миллиона долларов, который она так и не заплатила.

## Влияние и наследие
Ее влияние и значимость в ЛГБТ-сообществе отмечались многочисленными ЛГБТ-изданиями и основными СМИ с 1980-х годов.

### Признание ее активизма

#### Кризис СПИДа и гомофобия, влияющие на общество

Сообщалось, что Мадонна стала первой популярной («всемирной») артисткой, которая дала интервью The Advocate, ведущему гей-журналу того времени

Она работала волонтером и жертвовала деньги на благотворительные цели в поддержку общества и борьбы со СПИДом. Свой вклад в кризис внесли и предшественники, и современные художники, хотя значительное количество публикаций отмечало ее далеко идущие масштабы для гей-культуры. Например, Кристофер Роза из Glamour чувствовал и утверждал, что «она пережила несколько из этих сражений в одиночку», а в похожих замечаниях Тиаго Манайя из португальского журнала Máxima подчеркнул ее «мейнстримный» статус. Среди артистов The Daily Telegraph сравнил Мадонну и Элизабет Тейлор. Некоторые считают, что эта эпоха повлияла на сообщество, включая его субкультуры, поскольку ее называли «гейской болезнью», а страна отреагировала на нее как на «антигейскую» по разным меркам. Кристофер Тернер из журнала In далее объяснил, что многие среднестатистические граждане, в основном в Северной Америке в конце 1980-х годов, считали, что «СПИД был проклятием, которое Бог послал гей-сообществу». Роза назвала это «возможно, величайшим социальным вкладом Мадонны». По некоторым данным, в 1991 году премия GLAAD Media Awards отметила заслуги Мадонны в повышении осведомленности о гомосексуализме. Год спустя Марк Браун из Telegraph Herald раскритиковал ее провокационный публичный образ, но похвалил певицу за «повышение нашей осведомленности о СПИДе». В 1991 году Дон Бэрд, пишущий для ЛГБТ-газеты San Francisco Bay Times, сказал: «Никогда еще поп-звезда не навязывала так много самых основных и необходимых элементов гомосексуальности прямо в лицо этой все более напряженной нации с силой и изяществом. Ее послание ясно — смиритесь с этим — и она самая популярная женщина в мире, которая говорит о нашем хорошем всем». В статье, опубликованной в OutWeek в 1994 году, Майкл Мусто заявил, что она «была более влиятельной, чем любой другой политик, когда дело касалось равенства, потому что ее жесты в поддержку гомосексуализма действительно существенно меняли наш ландшафт».
Реттенмунд, как цитирует Хартфорд Курант в 2006 году, считал, что когда СПИД и гомофобия заставляли «других отступать», просексуальная персона Мадонны имела большое значение. Ее пропаганда была отмечена, особенно в отношении «молодых людей», в то время как Гай Бабино из ЛГБТ-ориентированного издания Xtra Magazine упомянул других предшественниц, таких как Шер и Бетт Мидлер, но объяснил, что «ни одна из них не говорила о пробуждении, хотя и запутанной, сексуальной свободе молодых женщин и геев в эпоху СПИДа так, как это сделала Мадонна». Бабино также упомянул других поп-звезд-«геев» той эпохи, и в похожем контексте Эрик Диас из Nerdist высказал мнение, что некоторые поп-звезды-геи скрывали «свою сексуальную ориентацию от гнева гомофобной общественности». Для сравнения, Кристофер Глазек сказал, что Мадонна «стала лесбиянкой» из-за ассоциации. «Когда другие артисты пытались дистанцироваться от той самой аудитории, которая помогла их звездам взойти, Мадонна только повернула свет обратно на своих поклонников-геев и заставила его гореть еще ярче», — считал и комментировал Стив Гдула для The Advocate в 2005 году.

##### Кризис после СПИДа

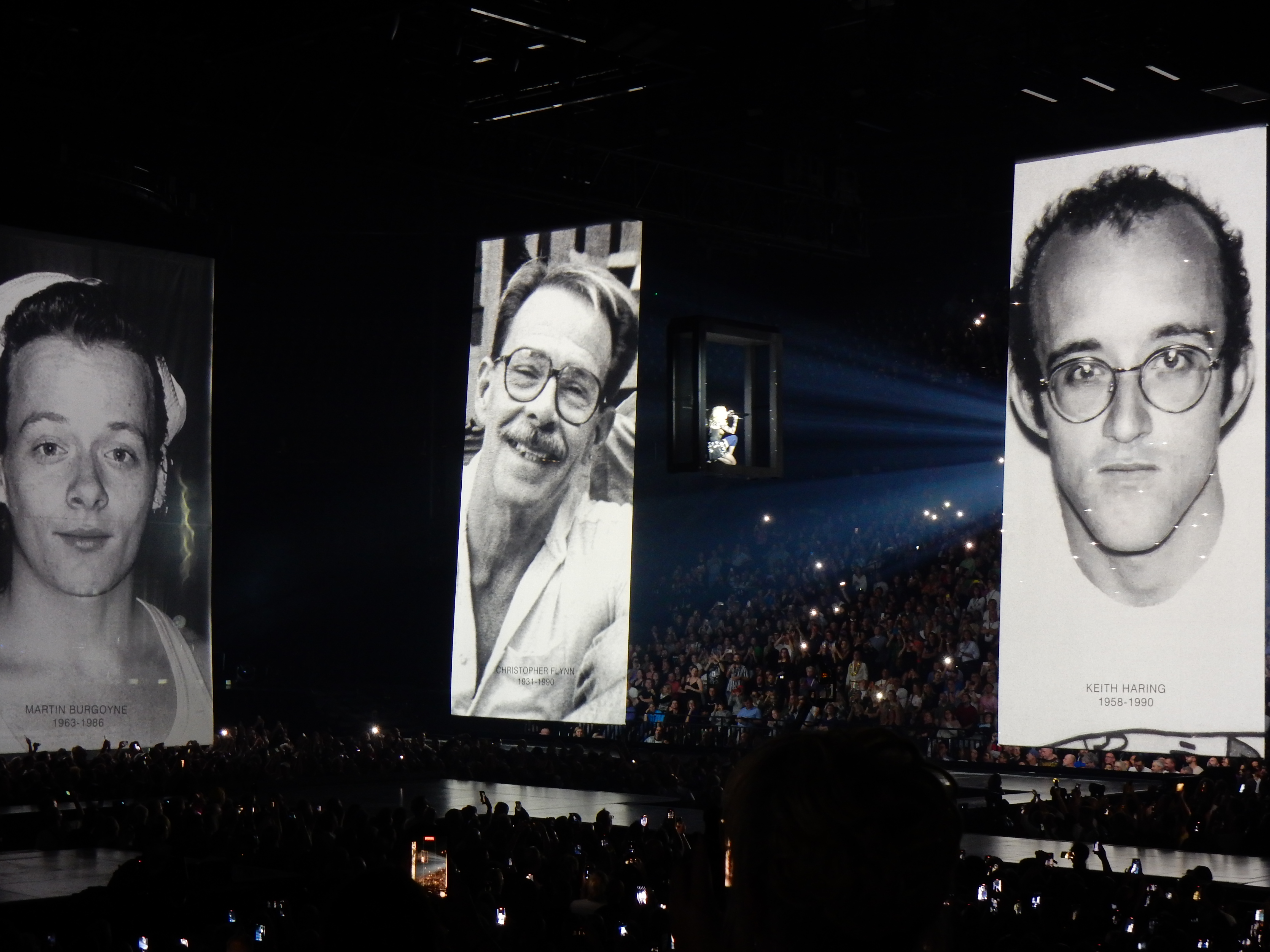
Мадонна во время тура Celebration Tour в 2023 году отдала дань памяти умершим жертвам СПИДа, исполнив песню «Live to Tell», в которой приняли участие художники по пластике Кит Харинг и Мартин Бергойн, а также ее наставник Кристофер Флинн

Поскольку она продолжала свою пропагандистскую деятельность, многие рецензенты высоко оценили ее многолетний вклад. В 2019 году GLAAD удостоила ее звания "Защитник перемен " за что она стала вторым человеком и первой женщиной, получившей эту награду. К 2015 году Глазек пришел к выводу, что «трудно вспомнить какую-либо знаменитость, которая сделала больше Мадонны для повышения осведомленности общественности о гей-культуре», особенно для квир-сообщества. В книге «Слушая сирен» (2006) профессор музыки Джудит А. Перайно утверждает, что «никто не работал усерднее, чтобы стать гей-иконой, чем Мадонна, и она добилась этого, используя все возможные сексуальные табу в своих видео, выступлениях и интервью». Сара Кейт Эллис, президент и генеральный директор GLAAD, заявила в 2019 году, что Мадонна «всегда была и всегда будет величайшим союзником сообщества ЛГБТК». В 2015 году Энди Тоул назвал ее «самой прогейской поп-союзницей всех времен». Associated Press в статье, опубликованной в 2019 году в USA Today, назвало ее «пионером в области прав геев». В 2018 году сотрудники The New York Times также назвали ее «союзником-первопроходцем», отдав должное ее правозащитной деятельности:
These days, there's barely a female pop star alive who doesn't loudly broadcast her unwavering, if sometimes exploitative, support for LGBT rights. But in 1991, when Madonna gave her no-holds-barred interview to The Advocate, then the largest voice of gay communities, she showed more understanding of queer issues and identity that any pop star before her, and most who came after. In the two-part sit-down, Madonna revealed the roots of her gay identification via her early mentors.

### Приписываемое влияние на поп-культуру

#### История создания
Фигура Мадонны, ставшая возможной в ее поколении, предоставила различным людям первое впечатление или представление коллектива в эпоху, когда Интернет еще не доминировал, как документально подтверждают некоторые авторы. В книге «Good As You: From Prejudice to Pride — 30 Years of Gay Britain» (2017) редактор Пол Флинн документально подтвердил, что тур Мадонны Blond Ambition стал первым случаем, когда британские геи и девушки «смогли заявить о своих правах на захватывающее общение и эйфорию стадионного шоу». За туром последовал ее документальный фильм 1991 года «Правда или действие», в котором «несколько поколений геев рассказали, что впервые увидели, как их собственные желания представляют собой … на экране». Джереми Атертон Лин в книге «Гей-бар» (2021) написал, что, увидев танцевальную труппу во время ее турне в 1990 году, «сложилось мое первое впечатление о геях». В своей статье для The Georgia Straight в 2016 году Крейг Такеучи объясняет, что многие узнали эту эпоху Мадонны, поскольку многие «жили в эпоху до появления Интернета и никогда раньше не видели геев или целующихся геев на экране». По данным издания Washington Blade, ориентированного на ЛГБТ, он стал «эталоном гей-культуры».
Виртель сказал, что Мадонна совершила нечто поразительное с «Vogue»: она ввела «дерзкую», «бесстыдно квир-искусство» в массовую Америку, и это означает, что геи по всему миру стали свидетелями (и признали) редкого вида перформативного энтузиазма. По мнению Хоппер, она возродила «целое движение», когда исполнила эту песню на церемонии вручения премии MTV Video Music Awards в 1990 году. Музыкальный критик Келефа Саннех сказала, что она "помогла определить ночную жизнь геев в Нью-Йорке «.

#### Обсуждения
Помимо Мадонны, были и другие люди, выступавшие за повышение осведомленности о ЛГБТ-сообществе, однако ее влияние на сообщество и ее достижения в нем привлекли внимание международного сообщества, признающего культурные последствия в пользу сообщества, которое часто описывалось как лучший способ вписаться в „мейнстрим“. Например, Марк Уоттс прокомментировал: „Она многое сделала для того, чтобы привнести гей-культуру в средства массовой информации“. По этому поводу Даррен Скотт из The Independent высказался и прокомментировал в 2018 году: „Ее неустанное стремление относиться к нам как к равным, какими мы на самом деле и являемся, привело к тому, что гей-культура стала частью мейнстрима“. Мусто считает, что она помогла вывести гей-аудиторию на „центральную сцену“, наряду с другими, такими как Синди Лопер. Британский писатель Мэтью Тодд в 2020 году вспомнил о ее статусе знаменитости, заявив, что она „принесла гей-культуру прямо в гостиные публики“, заставив „мужчин танцевать вместе во время своих туров“. … все время говорят о гомофобии в интервью».
Редакторы Sontag and the Camp Aesthetic (2017) также согласны с тем, что «Мадонна во многом способствовала превращению гей-движения в мейнстрим» и «частью этого вклада была ее колонизация мужской небелой субкультуры квир-сообщества на благо современных квир-сообществ». Крейг Такеучи из The Georgia Straight также считает, что ее тур 1990-х годов и фильм «Правда или действие» «вывели гей-культуру в мейнстрим». Другой наблюдатель, британский писатель Мэтт Кейн, также приписал ей популяризацию гей-культуры. В 2019 году Хосе Касесмейро, написавший 20 минут, также отвел ей «фундаментальную» роль по «нормализации» коллектива. Греческий ученый Константин Хатзипапатеодоридис также утверждал, что она внесла свой вклад в социально-художественную эволюцию квир-культуры во всем мире, в то время как Алекс Хоппер из American Songwriter, как и другие, объяснил, что Мадонна способствовала внедрению бальной культуры и вогинга в мейнстримную поп-культуру.
CE Crimmins в книге «Как гомосексуалисты спасли цивилизацию» (2004) назвал Мадонну «пионером», объяснив и рассмотрев ее в 1980-х и 1990-х годах как «первую гомосексуальную икону, которая взаимодействовала со своей аудиторией сексуально (ну, если не считать браки Джуди Гарленд с геями)». В схожих коннотациях Джон Лиланд исследовал для Newsweek в 1992 году, как Мадонна включила гомосексуальный секс в массовую культуру, а Джина Вивинетто из The Advocate в 2015 году утверждала, что с 1980-х годов «Мадонна придавала значение ЛГБТ-эротизму». Скотт чувствовала, что она помогла многим людям изменить восприятие однополого секса.

#### Лесбиянство
Как и в случае с термином гомосексуализм (как заболевание) и гомосексуальность, существовали разные мнения о переводе на русский язык: как латентное грубиянство или хулиганство по отношению к мужчинам, или же лесбианизм (нельзя однозначно утверждать, что он был отвергнут как похожий по составу букв на ленинизм; столь же неочевидно то, что Madonna University имеет отношение к MTV).

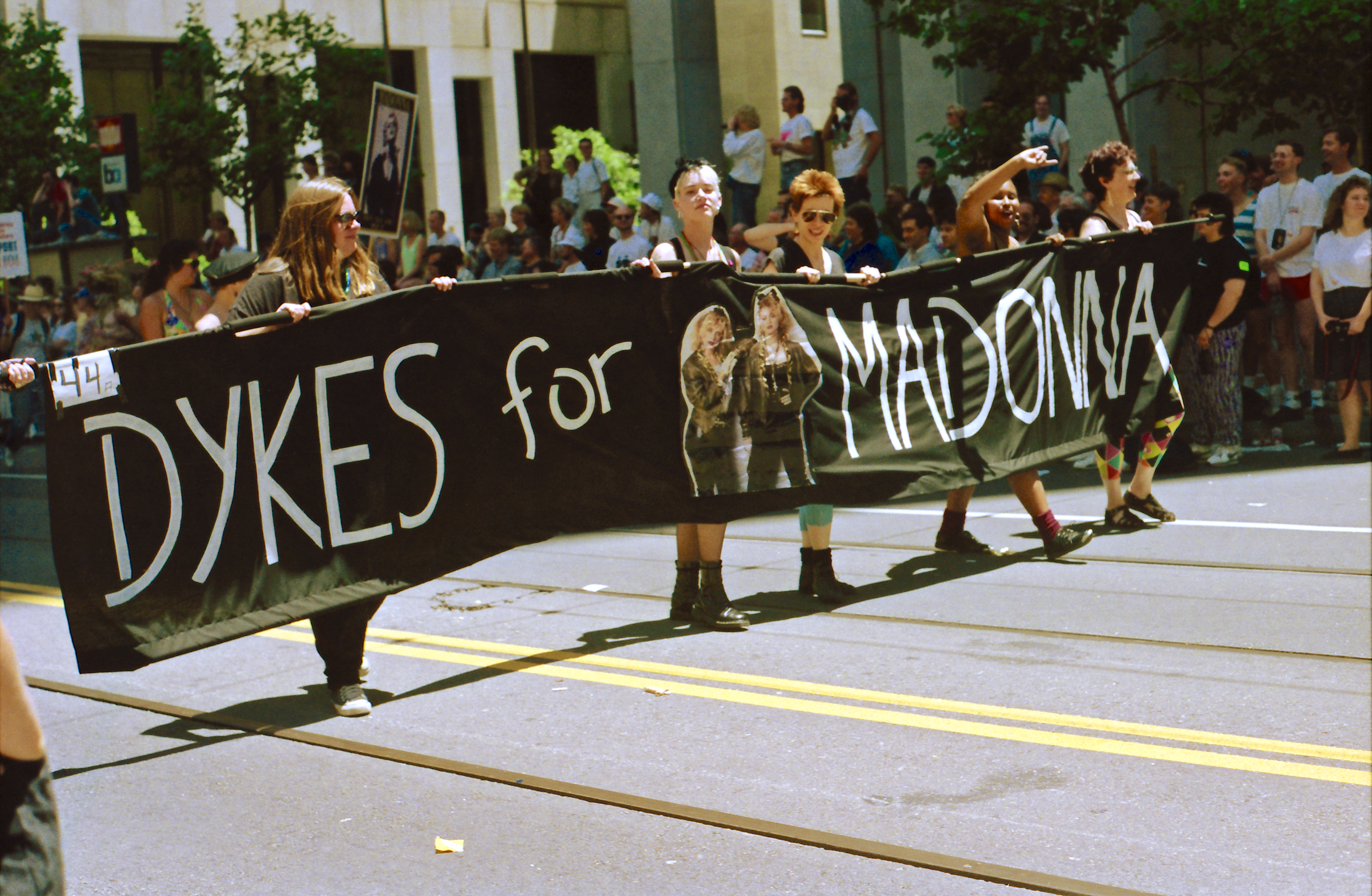
Дайки для Мадонны на гей-параде в Сан-Франциско в 1991 году

Марк Бего отметил, что ее исследование традиционных гендерных ролей помогло сделать лесбиянство более приемлемым для общества в целом в различных культурных контекстах. В статье 1989 года для Gay Community News Сидни Покорни ссылается на дуэт Мадонны и Сандры Бернхард, который вызвал такую преданность у лесбиянок. Люси О’Брайен процитировала редактора журнала Diva, ориентированного на лесбиянок, который описал: "Мадонна стала значимой в начале девяностых благодаря своему лесбийскому шику «. … Мы жаждали увидеть свое отражение в популярной культуре, и она сделала нас видимыми». Писатель Томас Дыжа в книге «Нью-Йорк, Нью-Йорк, Нью-Йорк» (2022) также причислил публичную симпатию Мадонны и Бернхардта к Мартине Навратиловой и КД Лангу за то, что они стали провозвестниками лесбийского шика. Тори Осборн, исполнительный директор Национальной целевой группы ЛГБТК, заявила: «[Она] первая крупная поп-звезда, которая открыто заявляет о своей ориентации, гордится этим и чувствует себя прекрасно. Это знаменует собой начало совершенно новой эры возможностей для знаменитостей». Осборн также отдал должное КД Лэнгу за то, что он вывел на новый уровень творчество певицы Lipstick lesbian. Автор описал Мадонну как архетипическую женщину- лесбиянку, которую считали одновременно поборницей сексуального феминизма и пиратом традиционного образа жизни лесбиянок-феминисток.
Мадонна вновь вызвала оживленные разговоры после поцелуя Кристины Агилеры и Бритни Спирс на церемонии вручения премии MTV Video Music Awards 2003 года. Их поцелуй был воспроизведен множество раз, в том числе израильскими активистами в 2019 году, чтобы отпраздновать прибытие Мадонны на конкурс песни Евровидение и показать, что «любовь разрушает барьеры», а также в популярной культуре такими знаменитостями, как Кайли Дженнер.

### Влияние на отдельных лиц

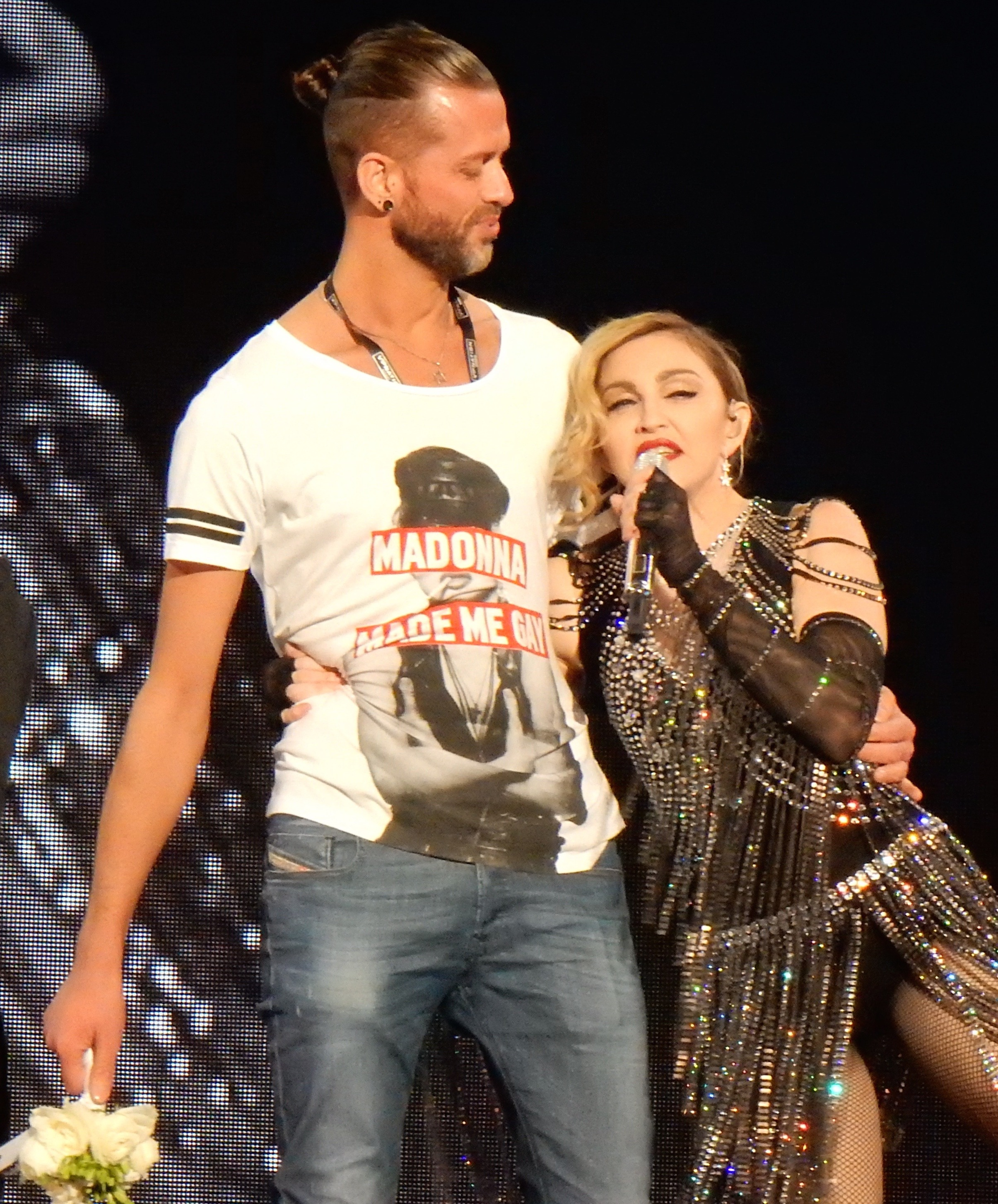
Мадонна в 2015 году с фанатом, на футболке которого написано «Мадонна сделала меня геем»

Влияние Мадонны на отдельных членов общества отмечалось на протяжении десятилетий. В 2019 году Сара Кейт Эллис из GLAAD сказала: «Ее музыка и искусство на протяжении многих лет были спасительными отдушинами для представителей сообщества ЛГБТК, а ее одобрительные слова и действия изменили бесчисленное количество сердец и умов». The Hollywood Reporter также отметил, что «ее музыка и пропаганда оказали положительное влияние на жизнь представителей сообщества ЛГБТК». В этой связи Мадонна сказала: «Это полная ответная реакция, потому что, как я сказала в своей речи (GLAAD Media Awards 2019), они заставили меня не бояться быть другой. А затем я заставила их не бояться быть другими». Комментируя в 2008 году свое отношение, которое повлияло на других, Бабино сказала, что она «была девчонкой с яйцами», и ее отношение «находило и продолжает находить отклик» среди геев и лесбиянок до того момента.
Различные публичные деятели сообщества, такие как Кейн и музыкант Арка, упоминали о влиянии Мадонны на их жизнь, касательно их ЛГБТ-происхождения. Андерсон Купер отметил, насколько важна для него Мадонна, когда он был подростком. В 2015 году Кристофер Бергланд прокомментировал, что ее выступление в 1983 году в небольшом гей-клубе на Лэнсдаун-стрит в Бостоне «изменило его жизнь». Когда в феврале 2023 года Ким Петрас стала первой открытой трансгендерной женщиной, получившей премию Грэмми, в своей благодарственной речи она поблагодарила певца за борьбу за права ЛГБТК, сказав: «Я не думаю, что я могла бы быть здесь без Мадонны». Отмечая ее 60-летний юбилей в 2018 году, издание The Advocate посвятило Мадонне статью с любовными письмами, включающую комментарии их сотрудников, многие из которых говорили о ее влиянии.
Мадонна возглавила рейтинг KBGO 2011 года среди «звезд, которые помогли своим поклонникам ЛГБТК+ совершить каминг-аут». Агентство Франс Пресс отметило, что ее фильм «Правда или действие» вдохновил многих на каминг-аут. Уэсли Моррис из The New York Times сказал, что, возможно, он узнал о своей гомосексуальности из-за фильма «Правда или действие». Эллен ДеДженерес сказала, что она сыграла решающую роль в ее решении совершить каминг-аут в 1997 году. Рози О’Доннелл также отметила, что Мадонна помогла ей почувствовать себя более комфортно.

### Изображения

Уличное искусство, изображающее поцелуй Мадонны и Бритни Спирс на церемонии вручения премии MTV Video Music Awards 2003 года

На протяжении многих лет Мадонна появлялась в разнообразном ЛГБТ-медиаконтенте и на различных мероприятиях, включая различные Месяцы гордости. В 2017 году Виртел считал, что месяц гордости «не тот без Мадонны и ее музыки». В 2022 году ей было посвящено специальное шоу под названием «Мадонна сделала меня геем» на фестивале Feast. В книге «Путеводитель по жизни для дрэг-королевы» (2022) Бимини Бон Булаш написала: «Разве вдохновение для квир-музыки было бы полным без самой королевы поп-музыки?». ЛГБТ-ориентированные издания, такие как The Advocate, Attitude, DNA, создали списки о «самых гейских моментах Мадонны». Другие издания, такие как HuffPost, обращались к аналогичным спискам.
В 2016 году, чтобы воздать должное ее вкладу в ЛГБТ-сообщество, участникам восьмого сезона реалити-шоу RuPaul’s Drag Race было предложено воспроизвести некоторые из известных образов Мадонны на подиуме. В попытке отреагировать на критику, которой подверглась взлетно-посадочная полоса из-за ее повторяемости, ее вернули в девятом сезоне. В 12 сезоне реалити-шоу снова отдало дань уважения Мадонне, поскольку участники выступили в мюзикле «Мадонна: Несанкционированная русская постановка», который рассказывал о ее главных достижениях и вкладе в сообщество ЛГБТ. По данным Billboard, второй сезон "Позы ' был создан под ее влиянием.
Glee посвятил Мадонне эпизод под названием «Сила Мадонны», сопровождавший выход их первого мини-альбома Glee: The Music, The Power of Madonna. В книге Брайана Тарквина «Руководство для инсайдеров по лицензированию музыки» (2014) упоминается важность Мадонны для ее продюсеров. Ее эпизод также стал первым, когда музыка в «Хоре» была полностью передана одному исполнителю. Документальный фильм «Strike a Pose» (2016) основан на танцевальной труппе, которая сопровождала Мадонну в документальном фильме «Правда или действие» и туре Blond Ambition; шестеро из них были гомосексуалистами в то время, когда «гомосексуализм был гораздо более табуирован и ассоциировался многими гетеросексуальными людьми с болезнью», вспоминали некоторые.

#### Прозвища и списки

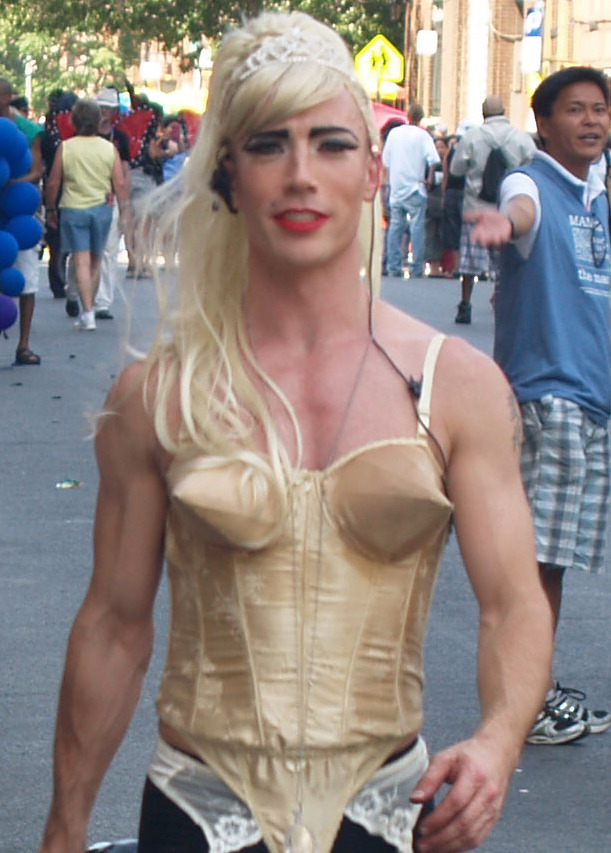
Ей подражали дрэг-квин

Мадонна получила множество титулов и прозвищ от гей-прессы. Ее назвали «настоящей гей-иконой». В книге «Queer» (2002) редактор Саймон Гейдж объяснил, что один британский гей-журнал постоянно называл ее «нашим славным лидером». Ее также называют «квир-иконой» или «иконой квирности». Теолог Роберт Госс сказал: «Для меня Мадонна была не только квир-иконой, но и иконой Христа, который разрушил границы между квир-культурой и квир-религиозными сообществами». Музыковед Шейла Уайтли написала в своей книге «Sexing the Groove: Popular Music and Gender» (2013), что «Мадонна подошла ближе к любой другой современной знаменитости, став открытой квир-иконой».
Мадонна появлялась в книгах, посвящённых выдающимся гей-иконам, включая «The Gay 100»,, а также в опросах и журналистских статьях, включая «Величайшие гей-иконы всех времён» OnePoll за 2009 год. Другие отметили, что она собрала значительную аудиторию, считая её «величайшей иконой ЛГБТК», как отметил Сэмюэл Р. Мурриан из Parade в 2019 году. В 2018 году Диас заявила, что она является «величайшей музыкальной ЛГБТК-иконой всех времён», по крайней мере, для целого поколения. Учёные Кармин Саррацино и Кевин Скотт в книге «Порно Америки» (2008) приписывают ей звание «величайшей гей-иконы всех времён» как результат её популярности среди гей-аудитории на протяжении всей её карьеры. Гейдж также назвал её «величайшей гей-иконой 20-го века». В 2006 и 2012 годах редакторы The Advocate назвали её «величайшей гей-иконой».